# Hrastje (Kranj, Slovenija)
Hrastje je naselje u slovenskoj Općini Kranju. Hrastje se nalazi u pokrajini Gorenjskoj i statističkoj regiji Gorenjskoj. 

## Stanovništvo
Prema popisu stanovništva iz 2002. godine naselje je imalo 1.040 stanovnika.